# Cnemaspis heteropholis
Cnemaspis heteropholis är en ödleart som beskrevs av  Bauer 2002. Cnemaspis heteropholis ingår i släktet Cnemaspis och familjen geckoödlor. Inga underarter finns listade i Catalogue of Life.